# 猛鬼諾言
《猛鬼諾言》（英語：Ghost Promise）是一部蔣國權执导的香港恐怖電影，於2000年上映。吳家麗、尹天照、劉錫明主演。

## 劇情慨要
文文（左戎飾演）為今天和林國邦（劉錫明飾演）的一對結婚新人，他們兩人受親友的祝福。有一天，文文要去一個應籌，只能自己獨自坐車回家，但卻遭遇了血魔設下的鬼打墻，在路上兜轉多次也沒能出去。終於，在路上兜轉多次后，文和司機出來了，但眼前一片黑暗，在那裏打電話也沒有信號，司機看見一座豪宅，並上去看看，結果司機居然被殺，而文也被血魔殺死，並吸掉所有血，文為了可以能見到國邦，變成了一個吸血鬼...

## 演員表
| 演員   | 角色     | 粵語配音 | 備註 |
| 吳家麗 | 阿麗     | 曾慶珏   | 天澤之妻 林國邦、文文的表姐 血魔之天敵                                                                            |
| 尹天照 | 天澤     | 陳旭明   | 阿澤 表面為正常人，實為能抓鬼的法師 長眉道長之徒弟 血魔之天敵 阿麗之夫 林國邦之表姐夫                             |
| 劉錫明 | 林國邦   | 張炳強   | 富商 阿麗、天澤之表弟 文文之夫                                                                                    |
| 左戎   | 文文     |          | 富商 林國邦之妻 血魔之天敵 被血魔吸掉所有血而死，為了報仇而變成一個吸血鬼                                         |
| 徐少強 | 長眉道長 | 羅偉亮   | 道長 左眼能看見世間的一切惡鬼 天澤的師父 曾打敗血魔，但因此其表示自己一定會改邪歸正而放走其 已去世（特別客串）    |
| 駱達華 | 血魔     |          | 惡鬼 阿麗、天澤、文文之天敵 殺死文文並吸掉其所有血 曾在多年前被長眉道長打敗，但因自己表示一定會改邪歸正而被其放走 |
| 龍方   | 曹運才   | 黃志明   | 公司老板 林國邦之競爭對手 貪圖文文的美色，但被其吸走所有血而死                                                    |
| 林華勳 | 職員     | 陳旭明   | 公司職員 曹運才之手下 意外得知文文為吸血鬼的事，但被其嚇至被送往精神病院                                          |

## 外部連結
- 香港影庫上《猛鬼諾言》的資料（繁體中文）
- 豆瓣电影上《猛鬼諾言》的資料 （简体中文）